# Dampfbahn Friedrichsruhe
| Dampfbahn Friedrichsruhe | Dampfbahn Friedrichsruhe |
| ------------------------ | ------------------------ |
| Streckenlänge:           | 1,2 km                   |
| Spurweite:               | 127 mm und 184 mm        |
| Maximale Neigung:        | 30 ‰                     |
| Minimaler Radius:        | 10 m                     |
|                          |                          |

Die Dampfbahn Friedrichsruhe befindet sich in Friedrichsruhe, einem Ortsteil von Zweiflingen in Baden-Württemberg.

## Technische Daten und Geschichte
Die Parkbahnanlage mit 127 mm (5 Zoll) und 184 mm (7,25 Zoll) Spurweite wurde ab 1970 in Friedrichsruhe errichtet. Sie wird vom Verein Dampfbahnfreunde Friedrichsruhe e. V. betrieben. Die Strecke ist als doppeltes Gleisoval 1,2 Kilometer lang. Die Fahrzeit beträgt etwa fünf Minuten.
Der 1970 gegründete Betreiberverein Dampfbahnfreunde Friedrichsruhe e. V. besitzt vier Dampflokomotiven, von denen die im Maßstab 1:8 gebaute BR 82 und zwei Schmalspur-Loks 99 211, Nachbauten der Lok der Wangerooger Inselbahn, regulär die Besucherzüge ziehen, die von Mai bis Oktober an jedem 1. Sonntag verkehren.